# Sergio Osmeña
Sergio Osmeña (9 de setembre de 1878, Cebú - 19 d'octubre de 1961, Quezon City), fou un polític i advocat filipí, i primer vicepresident de les Filipines durant la presidència de Manuel Quezón, assumint la presidència en 1944.
Va estudiar dret a la Universitat de Sant Tomás i va ser director del diari cebuà El Nuevo Día. En 1904, fou escollit com a governador de la província de Cebú i fiscal de les províncies de Cebú i de Negros Occidental per l'administració colonial estatunidenca.
El 1907 va ser escollit delegat a l'Assemblea Nacional, va fundar el Partit Nacionalista Filipí i elegit com el primer president de l'Assemblea de les Filipines, des de 1907 a 1916. Més tard va ser triat senador per Cebú.
Va formar part de diverses missions per negociar amb els Estats Units la independència de les Filipines, i va ser promotor de l'obtenció de l'estatus de Commonwealth o Estat Lliure Associat que li va ser concedida pel país colonitzador en 1935. Va ser escollit dues vegades vicepresident durant aquest període. Amb la invasió japonesa i després de la mort de Manuel Quezón en 1944, va ser nomenat president de les Filipines en l'exili.
Osmeña va ser el líder del Partit Nacionalista fins a l'any 1921, quan va ser succeït per Manuel Quezón. A partir de 1923, va representar la província de Cebú en el Senat filipí. En 1933 va formar part de la missió que es va traslladar a Washington D.C. per assegurar-se que era aprovada la llei d'independència de les Filipines, denominada "Hare-Hawes-Cutting". Aquesta llei va ser vetada per l'Assemblea Filipina. En 1934 va ser aprovada la llei Tydings-McDuffie que concedia l'estatus d'Estat Lliure Associat o Commonwealth al país.
L'any següent va ser escollit vicepresident, amb Quezón com a president. Va continuar en aquest càrrec durant el període de la invasió japonesa, quan el govern va estar exiliat a Washington. Després de la mort de Quezón l'agost de 1944, va ser designat president, en el lloc del qual va desembarcar a la platja de Palo a l'illa de Leyte, juntament amb MacArthur per prendre possessió de les Filipines durant la II Guerra Mundial.
Va organitzar les eleccions a la presidència de les Filipines, després de la independència dels EUA en 1946, presentant-se a l'elecció, però va ser derrotat per Manuel Roxas, que es va convertir en el seu primer president.
Després de les eleccions es va retirar de la vida política i va tornar a la seva casa a Cebú.
Va morir el 19 d'octubre de 1961 a 83 anys a l'Hospital Memorial dels Veterans de Quezón City. Està enterrat en el Cementiri del Nord a Manila.

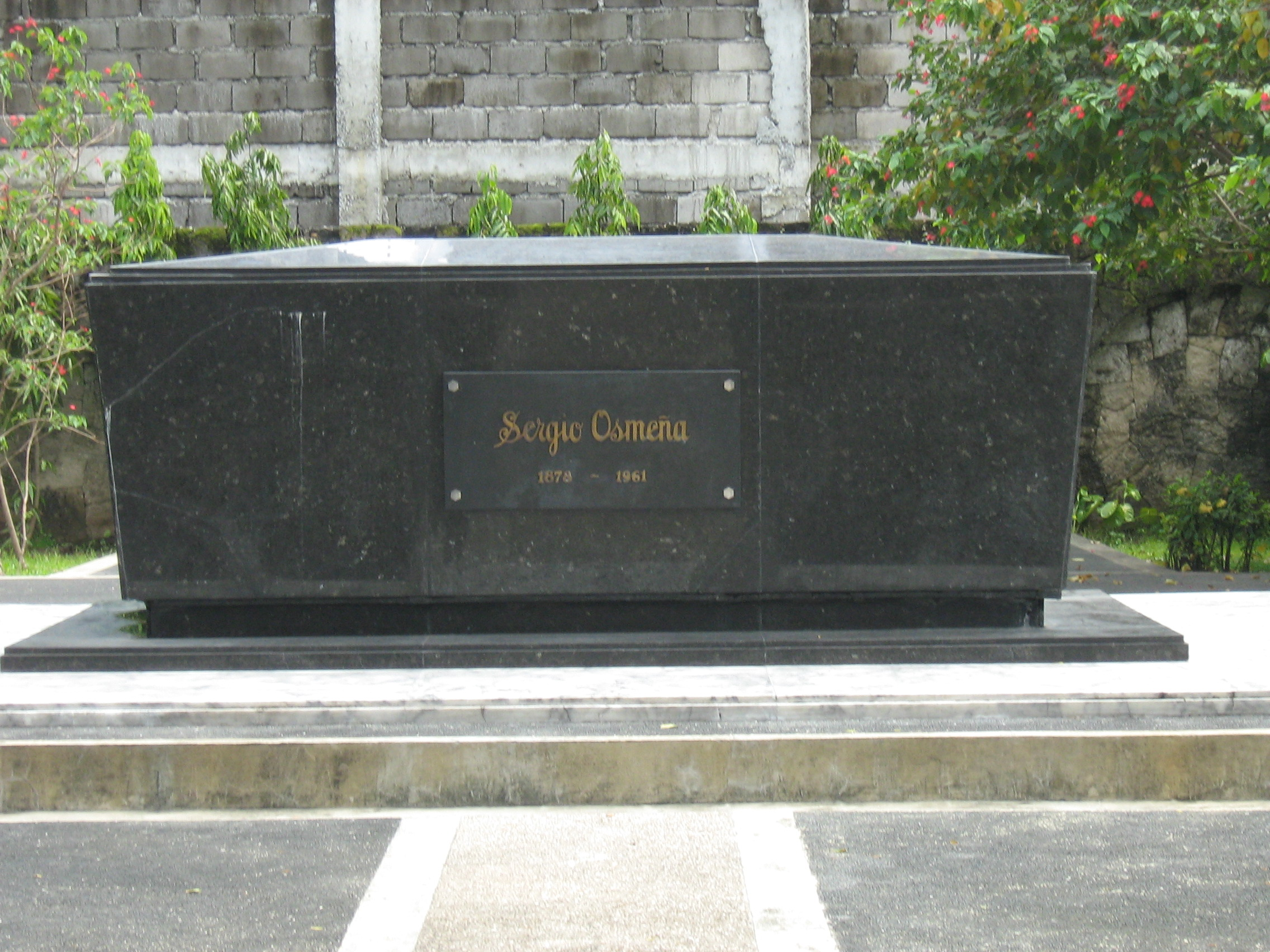
Tomba d'Osmeña